# Popis operacijskih sustava
Popis operacijskih sustava. Upzorenje: ovaj popis je nepotpun.

## Rani operacijski sustavi, povijesno važni
- CTSS (The Compatible Timeshare System, razvijen na Massachusetts Tehnološkom Institutu)
- Incompatible Timesharing System (The Incompatible Timeshare System, razvijen na Massachusetts Tehnološkom Institutu)
- THE operativni sistem (by Dijkstra et al)
- Multics (zajednički razvoj operacijskih sustava Bell Labsa, General Electrica, i MIT-a)
- Master programme (razvijen za Leo računalao, Leo III 1962.)
- RC 4000 Multiprogramming System (razvio ga Regnecentralen, 1969.)

### Rani, zakonom zaštićeni operativni sistemi
- Apple Computer Apple DOS (prva inačica je bila ROM memorijski firmware zajedno s Integer BASIC-om; kasnije inačice su uključivale i Microsoft BASIC)
- Business Operating System (BOS) -  zasnovan na komandnoj linij (command-line)
- Commodore PET, Commodore 64, te Commodore VIC-20,
- Prvi IBM-PC (tri operacijska sustava za računalo, UCSD p-System, CPM-86, PC-DOS)
- Sinclair Micro i QX, itd.
- TRS-DOS, ROM OS)
- TI99/4A
- Flex (Technical Systems Consultants za Motorola 6800 računala: SWTPC, Tano, Smoke Signal Broadcasting, Gimix, itd.)
- FLEX9 (TSC za Motorola 6809 računala)
- mini-FLEX (TSC za 5.25" diskete na 6800 Motorola strojevima)
- CMT-ROS

## Podjela po tvrtkama

### Acorn
- Arthur
- ARX
- RISC OS
- RISCiX

### Amiga
- AmigaOS
- Amiga Linux
- AMIX (Amiga Unix4.0)
- Minix/Amiga (za Amiga)
- NetBSD/Amiga (za Amiga)
- OpenBSD/Amiga (za Amiga)

### Apple Computers/Macintosh
- Apple DOS
- ProDOS
- GS/OS
- Lisa OS
- A/UX
- Mac OS
  - System 6
  - System 7 (kodno nazvan "Big Bang")
  - Mac OS/8
  - Mac OS/9
- Mac OS X/OS X (od verzije 10.8 nadalje nosi ime OS X)
  - Mac OS X 10.0 (poznat kao "Cheetah")
  - Mac OS X 10.1 (poznat kao "Puma")
  - Mac OS X 10.2 (poznat kao "Jaguar")
  - Mac OS X 10.3 (poznat kao "Panther")
  - Mac OS X 10.4 (poznat kao "Tiger")
  - Mac OS X 10.5 (poznat kao "Leopard")
  - Mac OS X 10.6 (poznat kao "Snow Leopard")
  - Mac OS X 10.7 (poznat kao "Lion")
  - OS X 10.8 (poznat kao "Mountain Lion")
  - OS X 10.9 (poznat kao "Mavericks")
  - OS X 10.10 (poznat kao "Yosemite")
  - OS X 10.11 (poznat kao "El Capitan")
- Mac OS X/Server
- Darwin

### Atari ST
- TOS
- MultiTOS
- MiNT

### Burroughs(kasnijeUnisys)
- BTOS
- CWD
- MCP

### Convergent Technologies
Kasnije ga je kupio Unisys.
- CTOS

### Be Incorporated
- BeOS
  - BeIA
- Zeta (prethodno BeOS)

### Digital/Tandem Computers/Compaq/HP
- AIS
- OS/8
- ITS (za PDP-6 i PDP-10)
- MPE (od HP-a)
- TOPS-10 (za PDP-10)
- WAITS
- TENEX (od BBN)
- TOPS-20 (za PDP-10)
- RSTS/E (radio na nekoliko strojeva, većinom PDP-11-ovi)
- RSX-11 (višekorisnički, multitasking operacijski sustav za PDP-11ove)
- RT-11 (OS za PDP-11)
- VMS (razvio ga DEC za VAX mini-računala; kasnije promijenjeno ime u OpenVMS)
- HP-UX
- Ultrix
- Digital UNIX (izveden iz OSF/1, koji je postao HP-ov Tru64)
- NonStop Kernel (Izovrno iz Tandem Computers-a za njihovu fault-tolerant liniju; izvorno nazvan Guardian). Podržavao istovremeno izvršavanje sljedećih OS-ova:
  - Guardian
  - OSS (POSIX-compliant Open System Services)

### IBM
- PC-DOS
- OS/2 (razvijen u suradnji s Microsoft-om) 
  - OS/2 Warp
  - eComStation (licensiran Serenity Systems International-u)
- Basic Operating System
- TOS
- OS/360
- DOS/360
- DOS/VSE
- z/VSE (zadnja verzija VSE linije)
- VM/CMS
- z/VM (zadnja verzija VM linije)
- MFT (kasnije nazvan OS/VS1)
- MVT (kasnije nazvan OS/VS2)
- SVS
- MVS (zadnja ina MVT)
- TPF
- OS/390
- z/OS, sličan Unixu
- i5/OS prije OS/400
- AIX (inačica Unixa)
- AOS (inačica BSD Unixa)
- ALCS
- IBSYS
- DPPX
- K42

IBM je također doprinio u razvoju Linuxa dodavajući velik broj izvornog koda.

### Microsoft
- Xenix (licensirana verzija Unixa; prodan SCO-u '90-tih)
- MS-DOS (razvijen u suradnji s IBM-om)
- Windows CE
  - Windows CE 3.0
  - Windows Mobile (zasnovan na Windows CE)
  - Windows CE 5.0
- Microsoft Windows
  - Windows 1.0
  - Windows 2.0
  - Windows 3.0 (prva inačica koja je napravila veći komercijalni uspjeh)
  - Windows 3.1x
  - Windows 95 (poznat kao Windows 4.0)
  - Windows 98 (poznat kao Windows 4.1)
  - Windows Me (poznat kao Windows 4.2)
  - Windows NT
    - Windows 2000 (poznat kao Windows NT 5.0)
    - Windows XP (poznat kao Windows NT 5.1)
    - Windows Server 2003 (poznat kao Windows NT 5.2)
    - Windows Vista
    - Windows 7
    - Windows 8
    - Windows 8.1
    - Windows 10
    - Windows Longhorn Server
    - Microsoft Codename Blackcomb
- OS/2 (razvijen u suradnji s IBM-om)
- Windows Phone
  - Windows Phone 7 (zasnovan na Windows CE)
  - Windows Phone 8 (zasnovan na Windows NT)
  - Windows Phone 8.1 (zasnovan na Windows NT)

## Slobodni (slični Unixu)

### Znanstveni, Unixu slični i ostaliPOSIXsistemi
- Unix (OS kojeg je u Bell Labsu oko 1970. razvio Ken Thompson)
- Minix (studentski OS kojeg je razvio Andrew S. Tanenbauma u Nizozemskoj)
- Amoeba (znanstveni OS, Andrew S. Tanenbaum)
- Plan 9 (distribuirani OS, razvio ga Bell Labs) - baziran na Unixu
- Inferno (distribuirani OS, razvio ga Bell Labs)
- Plan B (distribuirani OS nastao od Plan 9)
- Xinu, (Studentski OS, razvio ga Douglas E. Comer u SAD)
- Solaris, sadrži izvorni Unix (SVR4) kod
- SunOS (zamijenjen Solarisom)

### Open source, slični Unixu
- Solaris,sadrži izvorni Unix (SVR4) kod
- SunOS (zamijenjen Solarisom)
- BSD (Berkeley Software Distribution, inačica Unixa za DEC i VAX hardver)
  - FreeBSD (besplatni BSD)
    - DesktopBSD (nastao od FreeBSD-a)
    - DragonFly BSD (nastao od FreeBSD-a)
    - FreeSBIE (nastao od FreeBSD-a)
    - MiniBSD (nastao od FreeBSD-a)
    - Mønøwall (nastao od FreeBSD-a)
    - PC-BSD (nastao od FreeBSD-a)
    - PicoBSD (nastao od FreeBSD-a)

  - NetBSD
  - OpenBSD (nastao od NetBSD-a)
  - Darwin
  - OpenDarwin
- Linux
- GNU Hurd
- OpenSolaris
- SSS-PC (razvilo ga sveučilište u Tokyo-u)
- Ubuntu

### Open source, nisu slični Unixu
- ReactOS (besplatan Windows NT kompatibilan OS - još uvijek u ranoj fazi razvoja)
- FreeDOS (open source DOS varijanta)

## Disk operating system(DOS)
- QDOS (razvio ga Seattle Computer Products, glavni arhitekt i programer Tim Patersona za nove Intel 808x inačice mikroprocesora; također nazvan SCP-DOS; licensiran za Microsoft - kasnije postao MS-DOS/PC-DOS
  - MS-DOS (Microsoftova DOS varijanta)
  - PC-DOS (IBM-ova DOS varijanta)
- DR-DOS (Digital Research-ova [kasnije Novell, Caldera, ...] DOS inačica)
- FreeDOS (open source DOS inačica)

## Mrežni operacijski sustavi
- Cambridge Ring
- CSIRONET (CSIRO)
- CTOS
- NOS
- Brocade Fabric OS
- Chrome OS

## Namjenski operacijski sustavi
- 4DOS
- BLIS/COBOL
- Bluebottle
- BS1000 ,Siemens AG
- BS2000 ,Siemens AG
- BS3000 ,Siemens AG
- Control Program/Monitor
  - CP/M-80
  - CP/M-86
  - MP/M-80
  - MP/M-86
- DESQview
  - DESQView/X (X-windowing
- FLEX9
- GEM
- GEOS
- JavaOS
- MorphOS
- MSP
- nSystem
- NetWare (mrežni OS, Novell)
- Oberon (operacijski sustavi)
- OSD/XC
- OS-IV
- Pick
- PRIMOS od Prime Computer
- SEAL System je besplatni 32-bit GUI za DOS.
- SkyOS
- SSB-DOS
- TripOS, 1978.
- UCSD p-System
- VME
- VOS
- VOS
- VM2000 od Siemens AG
- VisiOn (prvi GUI za rane PC mašine; komercijalno neuspješan)
- aceos pod GPL *  Arhivirana inačica izvorne stranice od 16. srpnja 2006. (Wayback Machine)

## HobbyOS
- CalotaOS (Calota Software Labs Operating System)
- AROS (Amiga Research Operating System)
- BlueIllusion OS
- BOS - 100% asemblerski OS  Arhivirana inačica izvorne stranice od 17. veljače 2005. (Wayback Machine)
- Haiku  (open source BeOS klon)
- AtheOS
  - Syllable
- MenuetOS
- Tabos
- LainOS

## Ugrađeni operacijski sustavi
- ROM-DOS
- Ugrađeni Linux

### PDA operacijski sustavi
- Palm OS razvio ga je Palm Inc; poznat kao PalmSource
- EPOC razvio ga je Psion (UK), sada poznato kao Symbian OS
- Windows CE Windows Compact Edition, Microsoft
  - Pocket PC razvio ga je Microsoft, inačica Windows CE-a.
  - Windows Mobile razvio ga je Microsoft, inačica Windows CE-a.
- Linux za Sharp Zaurus i Ipaq
- DOS za Poqet PC
- Newton OS za Apple Newton

### Pametni mobiteli
- Windows Mobile
- Ugrađeni Linux, MontaVista Linux na Motorola A760, E680
- Mobilinux, Montavista.
- Symbian OS
- Ubuntu Touch
- Windows Phone
- iOS
- Android
- BlackBerry OS
- MeeGo

### Router
- IOS, Cisco Systems
- IOS-XR, Cisco Systems
- CatOS, Cisco Systems
- PIX OS, Cisco Systems
- JUNOS
- ROS

### operacijski sustavi u stvarnom vremenu
- Contiki (napisan u C-u)
- LUnix
- eCos
- FreeRTOS
- INTEGRITY
- LynxOS
- OSEK
- MontaVista Linux
- Nucleus
- OS-9
- QNX
- Rtems
- RTLinux
- Salvo
- ThreadX
- TRON
- µCLinux
- VRTX
- VxWorks

## Prevedeni
- Par-OS
- J98
- GWOS
- Swodniw

## Izmišljeni operacijski sustavi
Operativni sustavi koji su se pojavili u romanima, stripovima, filmovima, ili su parodija:
- Finux
- ALTIMIT OS
- Hyper OS - iz filma Patlabor
- Wheatonix - April fool's joke
- Digitronix - iz The Hacker Files
- Copland OS
- LCARS - Star Trek
- NNIX
- Jesux - Linux za kršćane
- Lesbian GNU/Linux - GNU/Linux za seksualne manjine
- HeliacOS  Arhivirana inačica izvorne stranice od 15. travnja 2008. (Wayback Machine) - parodija za SkyOS  Arhivirana inačica izvorne stranice od 19. travnja 2001. (Wayback Machine)